# Haus an der Redoute

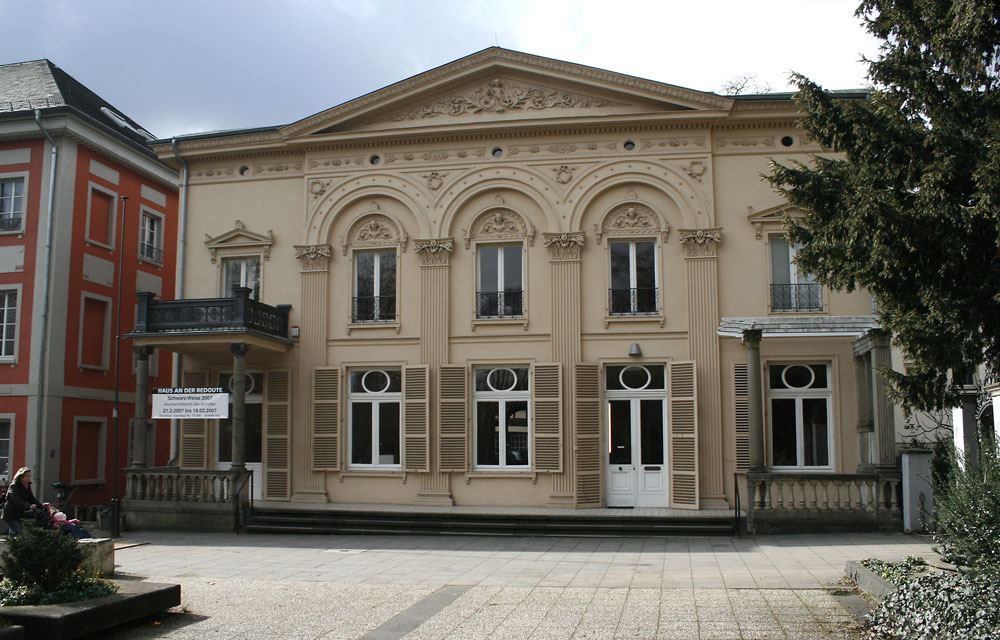
Die Hauptfassade Richtung Osten zur Kurfürstenallee. Das rote Gebäude links ist eines der früheren Logierhäuser – heute Teil des Bezirksrathauses

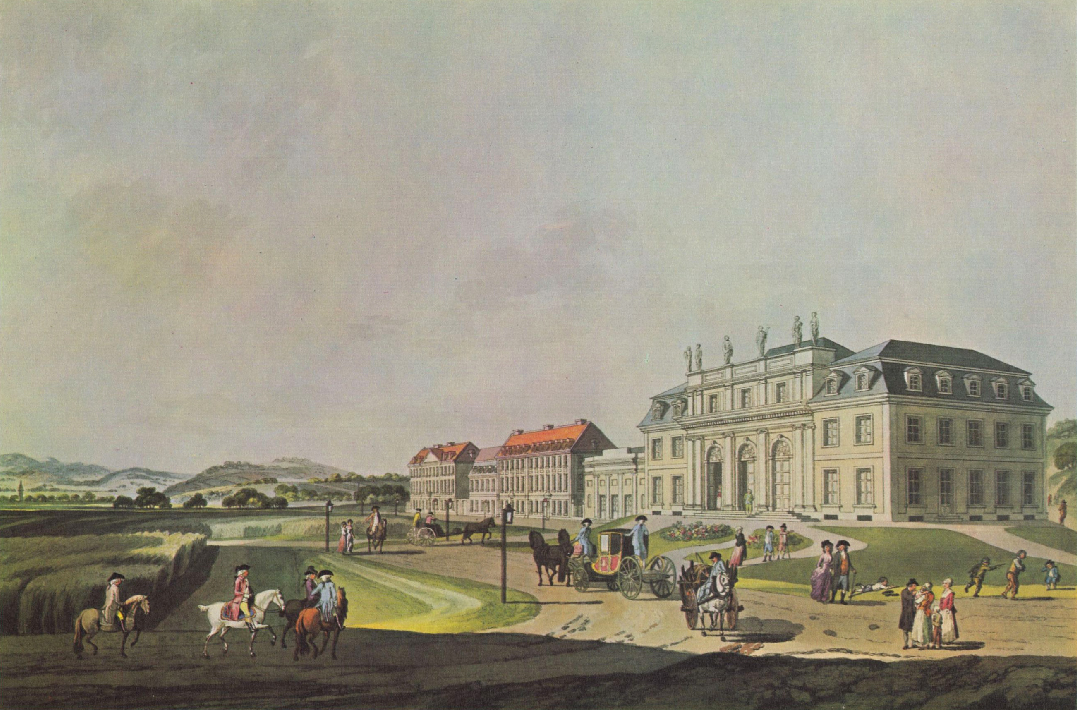
Kolorierter Kupferstich von Johann Andreas Ziegler nach Laurenz Janscha aus dem Jahr 1792: Im Vordergrund die Redoute, das folgende flache Gebäude ist das Hoftheater und daran schließen sich die Logierhäuser an

Als Haus an der Redoute (auch: ehemaliges kurfürstliches Hoftheater oder Komödienhaus) wird ein 1790 errichtetes Gebäude im Bonner Ortsteil Alt-Godesberg bezeichnet. Der Name bezieht sich auf die Lage der Villa neben der Godesberger Redoute. Das  klassizistische Objekt liegt an der Kurfürstenallee 1a (vormals Kurfürstenstraße); das Bezirksrathaus grenzt im Norden an, im Westen erstreckt sich der Redoutenpark. Ursprünglich Hoftheater und Wohnhaus, dient es heute als Außenstelle des Bonner Kunstmuseums sowie als Bezirksverwaltungsstelle und steht unter Denkmalschutz.

## Geschichte
Gleichzeitig mit dem Bau der Redoute ließ Kurfürst Maximilian Franz von Österreich in den Jahren 1790 bis 1792 das benachbarte und ebenfalls vom Architekten Martin Leydel entworfene Kammertheater errichten. Das deutlich kleinere Theater war mit der Redoute durch einen gedeckten Gang verbunden.
Im Süden des Theaters wurden auf Anweisung des Kurfürsten nach 1791 sechs weitere Häuser gebaut, die als Logierhäuser für die Kurgäste, und ab 1815 teilweise als Hotel („Blinzler“) genutzt wurden. 1895 entstand nach Zusammenlegung einiger dieser Gebäude zunächst die Kur- und Wasserheilanstalt, die 1936 zum Rathaus des im Vorjahr mit Stadtrechten ausgestatteten Bad Godesbergs umgewandelt wurde.
Das kleine Theatergebäude wurde vom Kurfürst überwiegend privat genutzt; hier wurden auf engem Raum vor ihm und wenigen weiteren Gästen (der Zuschauerraum war nur knapp 35 Quadratmeter groß) kleine Theaterstücke oder Singspiele dargeboten. Die auch genutzte Bezeichnung als Kurfürstliches Sommertheater lässt vermuten, dass es ausschließlich im Sommer genutzt wurde. Das Theater wurde nur in den Jahren 1793 und 1794 bespielt.

### Heydt’scher Besitz
Im Jahr erwarb der Elberfelder Bankier Daniel Heinrich von der Heydt sowohl die Redoute wie das Theaterhaus aus der kurkölnischen Hinterlassenschaft. 1823 verkaufte er die Redoute, behielt aber das vormalige Theatergebäude. 1847 wurde dann der Kaufmann Johann Caspar Gottfried Wever-Kersten (1780–1858), ein Schwager Heydts, zum Besitzer des Gebäudes. Er verbrachte die Sommermonate in Godesberg und verstarb hier 1858. Drei Jahre später erwarb Carl von der Heydt, ein Sohn von Daniel Heinrich, das Gebäude und ließ es zu einem bürgerlichen Landhaus mit Nebengebäuden (z. B. einer Remise) umbauen. Spätestens von nun an wurde das Gebäude als „Haus an der Redoute“ bezeichnet. Als Heydt 1881 starb, ging das Haus an seinen damals 23-jährigen Enkel, Karl von der Heydt, über.
Karl von der Heydt bewohnte das ehemalige Theater in den Sommern bis 1893. Nachdem er in diesem Jahr in die neuerbaute und repräsentativere Villa auf der Wacholderhöhe umgezogen war, wurde das Haus an der Redoute an den Kaufmann Kaspar Schmidt und seine Frau Adele Emma Barker vermietet. Nach dem Tode ihres Mannes zog Elisabeth von der Heydt (1864–1961) im Jahr 1922  mit ihren beiden Töchtern wieder in das frühere Komödienhaus. Bis zu ihrem Tode wohnte dann eine der Heydt-Töchter, Gerda-Dorothea de Weerth (1894–1995), dort. Im Jahr 1996 wurde das Haus von der Familie an die Stadt Bonn verkauft.

### Deutsche Stiftung Denkmalschutz
Die Deutsche Stiftung Denkmalschutz mietete die Villa von 1997 bis 2011 als Zweigsitz neben der Zentrale in der Koblenzer Straße 75. Da eine fällige Sanierung von der Stadt Bonn nicht bezahlt werden konnte, einigte man sich mit dem Mieter auf eine Verrechnung der Sanierungskosten in Höhe von rund 1,8 Millionen DM auf die Miete (Prinzip „Sanierung gegen Mieterlass“). Im Rahmen der Restaurierungsarbeiten 1998/99 wurde neben Dacharbeiten, Putz- und Stuckausbesserungen und Restaurierung der Parkett- und Dielenböden auch der ursprüngliche Grundriss rekonstruiert.

## Heutige Nutzung
Seit September 2011 nutzt die Bad Godesberger Bezirksverwaltungsstelle das Haus an der Redoute. Räume im Untergeschoss stehen Bad Godesberger Künstlerinnen und Künstlern zur Ausstellung ihrer Kunstwerke zur Verfügung. Jeder Bad Godesberger kann sich um einen Ausstellungsplatz bewerben. Hier finden auch Kammermusikabende und andere kulturelle Veranstaltungen sowie Empfänge des Stadtbezirkes statt. 
Neben vielen weiteren Künstlern wurden hier Ulrich Behl, Eva Maria Enders, Peter Heinig, Paul Magar, Otto Nemitz, Gerhard Neumann, Markus Riebe, Hilde Stock-Sylvester, Karlheinz Ziegler und Louis Ziercke ausgestellt.

## Architektur
Der zweigeschossige Bau auf rechteckigem Grundriss verfügt über fünf Fensterachsen und ist in einem frühklassizistischen Stil gehalten. An der Frontseite befindet sich ein über drei Achsen laufender, repräsentativer Mittelrisalit, der mit vier Pilastern und drei darauf ruhenden Rundbögen gegliedert ist. Auf Dachhöhe schließt ihn ein klassischer Dreiecksgiebel mit Pflanzendekoration ab.
Durch den früher vorhandenen, gedeckten Gang betraten die Gäste das Theater von der Redoute aus. Der Zuschauerraum befand sich im ersten Stock; hier standen Sitzbänke, von denen man auf die ebenerdige Bühne blicken konnte. An der rückwärtigen Gebäudeseite befanden sich Räumlichkeiten für Garderoben und Requisiten. Beim Umbau im Jahr 1861 wurde der Verbindungsgang zur Redoute abgerissen und an seiner Stelle ein Hauseingang angelegt.